# Маркировка (биология)
Маркировка (маркирование), или мечение — искусственное нанесение меток на группы клеток, отдельные клетки или внутриклеточные структуры для отслеживания в дальнейшем.
Маркировка часто применяется при проведении исследований, особенно в биологии развития, в том числе эмбриологии. Одной из важнейших проблем остаётся то, как маркировать клетки и потом изучать их вклад в эмбрион таким образом, чтобы метка была устойчивой и не нарушалось развитие организма. А в связи с использованием методов на основе клеток в медицине, в том числе трансплантологии, требуется маркировка для отслеживания динамики изменений (так как гистологические методы не могут отследить изменения во времени и функциональное состояние).
Во многих случаях нет возможности проследить за судьбой отдельных клеток без внесения специальных меток, позволяющих отличить потомков исследуемой клетки от потомков других клеток. Поэтому с начала XX века клетки начали метить. К ранним методам можно отнести введение (с помощью инъекций или электропорации) прижизненных красителей и радиоактивных изотопов. Позднее были разработаны способы маркирования клеток с внесением в их геном репортёрных конструкций, как правило, кодирующих флуоресцентные белки или люциферазу, присутствие которых в клетке легко определяется. Генетическое маркирование в начале XXI века основано на внесении в геном клеток специальных меток — от хромосомных перестроек до ДНК-баркодов. При использовании CRISPR/Cas9 маркируется всего одна клетка, потомки которой наследуют изменяющийся, эволюционирующий баркод, что позволяет определить целые «фамильные» древа клеток.
Большая советская энциклопедия выделяла следующие группы методов нанесения маркировки: прижизненное окрашивание клеток, генетические и биохимические маркёры (например, пересадка клеток у зародышей животных разных видов).